# Vinzenz von Fox

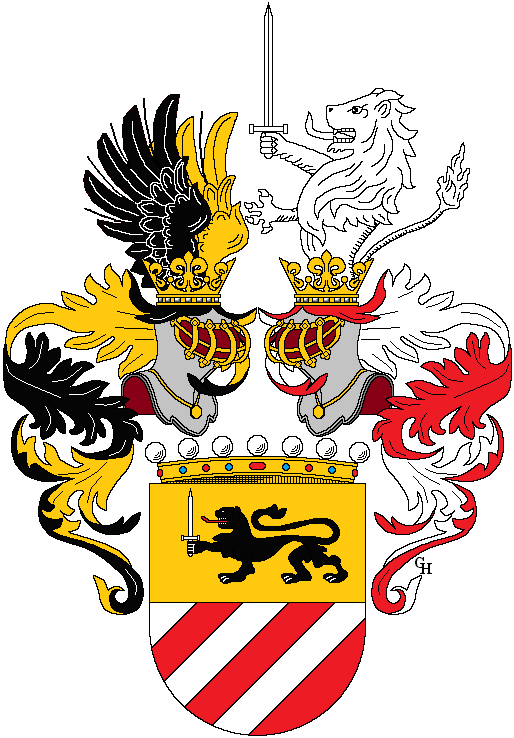
Wappen des Vinzenz Freiherrn von Fox (1918)

Vinzenz Fox, von 1918 bis 1919 Freiherr von Fox (* 1. April 1859 in Bielitz, Schlesien, heute Bielsko-Biała in Polen; † 15. Juli 1931 in Pramet,  Oberösterreich) war ein österreichisch-ungarischer General sowie Divisions- und Korpskommandant im Verlauf des Ersten Weltkrieges.

## Jugend und Ausbildung
Vinzenz Josef Hugo Fox wurde als Sohn eines bürgerlichen k. k. Staatsbeamten geboren. Er besuchte die Oberrealschule in Troppau und maturierte an der Infanteriekadettenschule in Wien am 7. Oktober 1877. Am 1. Mai 1880 wurde er zum Leutnant befördert. Zwischen 1883 und 1885 absolvierte er die k.u.k. Kriegsschule in Wien mit sehr gutem Erfolg und legte 1894 die Prüfung zum Major im Generalstab mit Erfolg ab.

## Werdegang und Erster Weltkrieg
1901 wurde er zum Oberst im Generalstab und im Mai 1907 als Kommandant der 7. Infanteriebrigade zum Generalmajor befördert. 1910 erfolgte seine Ernennung zum Kommandanten der 7. Infanterietruppendivision, am 7. Mai 1911 seine Beförderung zum Feldmarschallleutnant. 1914 wurde Fox zum Generalinspektor der Korpsoffiziersschulen ernannt.
Im September 1914 wurde er als Nachfolger von FML Njegovan Kommandeur der in Galizien stehenden 35. Infanterietruppendivision, mit der er im Rahmen der 2. Armee an den Kämpfen bei Chyrów, Wulka, Prusiecka und Białobrzegi teilnahm. Ende Jänner 1915 wurde er zum Kommandanten des in Syrmien liegenden XV. Korps ernannt, am 5. Mai 1915 erfolgte die Beförderung zum General der Infanterie. Nach der Kriegserklärung Italiens wurde das XV. Korps im Rahmen der reaktivierten k.u.k. 5. Armee an den Isonzo verlegt und während der ersten Isonzoschlachten im Raum Tolmein eingesetzt. Am 4. Dezember 1915 wurde Fox mit Allerhöchster Entschließung auf sein Ansuchen hin in den Ruhestand versetzt.

## Privatleben
Fox wohnte in seinen Lebensjahren in Linz-Urfahr, Pichlerstraße 30, besaß jedoch in Pramet, Bezirk Ried im Innkreis, Oberösterreich, die Heimatberechtigung. Er starb 1931 im Haus Pramet Nr. 5 und wurde laut Angabe im Sterbebuch der Pfarre Pramet in der Familiengruft auf dem St. Barbara-Friedhof in Linz beigesetzt. Diese Grabstätte wurde 1998 aufgelassen und die Gruft inzwischen neu belegt.

## Familie

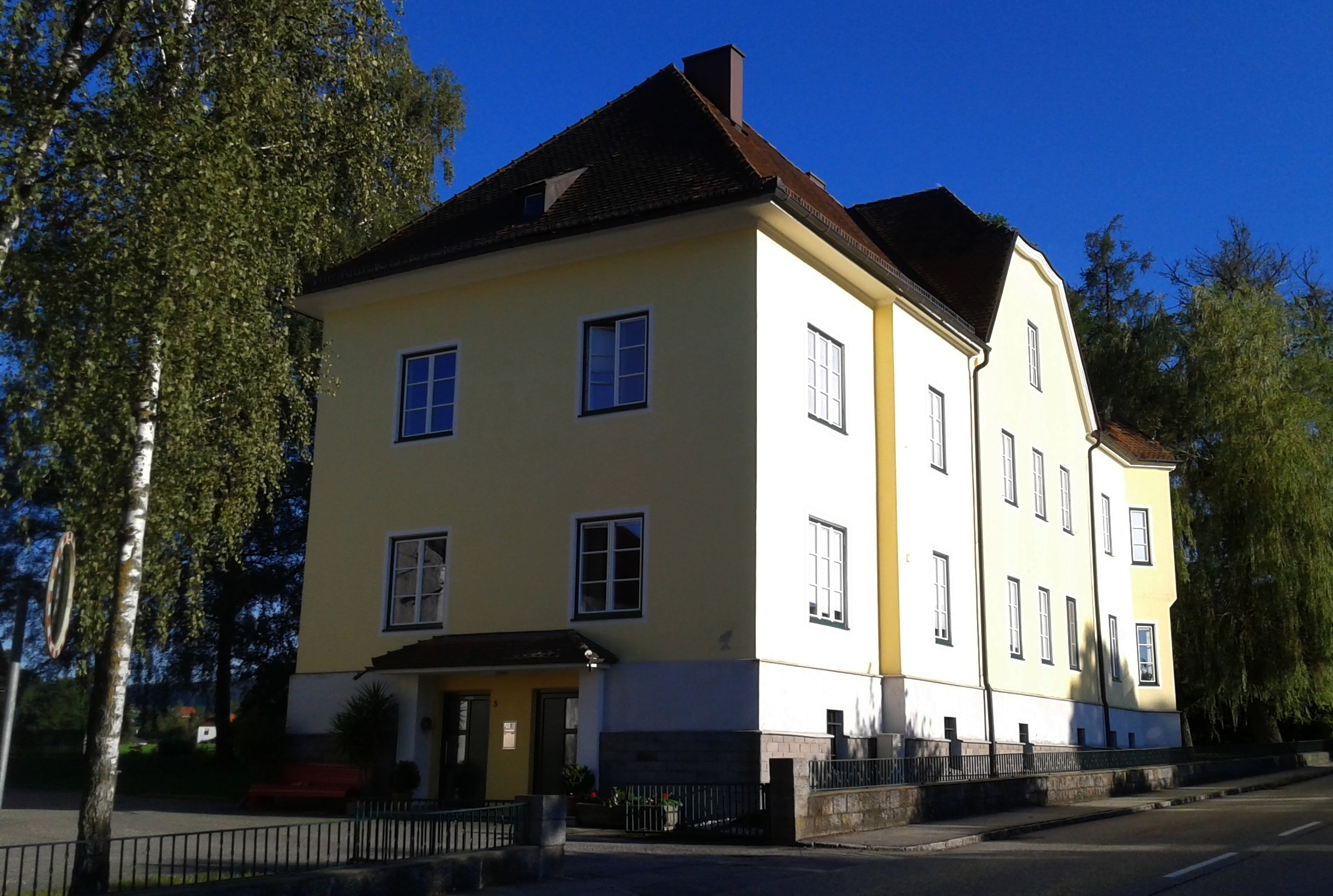
Haus Pramet Nr. 5, Sterbehaus von Fox

Mit seiner Ehefrau Elisabeth Enzinger († 28. März 1920), aus Pramet hatte Vinzenz von Fox drei Töchter. Eine davon, Elisabeth Maria Theresia (* 1893), hatte sich in Scheibbs, Niederösterreich am 6. Juni 1920 mit dem Gutsbesitzer in Pramet Franz Xaver Julius Enzinger (* 1892) verehelicht.
Vinzenz von Fox’ Bruder war der k.u.k. titulierte Generalmajor im Ruhestand Wilhelm Fox (1855–1916), welcher sich zu Brünn in Mähren am 31. Oktober 1889 mit Marie Mathilde Karoline Freiin Pfeiffer von Ehrenstein-Rohmann (* 1871) verehelicht hatte.

## Auszeichnungen
- 1898 Militärverdienstkreuz 3. Klasse
- 1898 Jubiläums-Erinnerungsmedaille für die bewaffnete Macht
- 1905 Orden der Eisernen Krone III. Klasse
- 1907 Bronzene Militär-Verdienstmedaille (Signum Laudis)
 am roten Bande
- 1908 Militär-Jubiläumskreuz
- 1913 Erinnerungskreuz 1912/13
- Militärdienstzeichen 2. Klasse für Offiziere
- 1913 Ritterkreuz des Leopold-Ordens
- 1914 Orden der Eisernen Krone II. Klasse mit Kriegsdekoration und Schwertern
- Ehrenzeichen für Verdienste um das Rote Kreuz 1. Klasse mit Kriegsdekoration
- 1915 Orden der Eisernen Krone I. Klasse mit Kriegsdekoration und Schwertern
- 1917 k.u.k. wirklicher Geheimer Rat
- 1918 erblicher österr. Freiherrenstand durch Allerhöchste Entschließung vom 31. März 1918, Diplom Wien am 26. Mai 1918